# ماتئو جوزف
ماتئو جوزف (اسپانیایی: Mateo Joseph‎؛ زادهٔ ۱۹ اکتبر ۲۰۰۳) بازیکن فوتبال اهل اسپانیا است که در پست مهاجم برای باشگاه فوتبال لیدز یونایتد در چمپیونشیپ بازی می‌کند.
از باشگاه‌هایی که در آن بازی کرده است می‌توان به باشگاه فوتبال لیدز یونایتد و باشگاه فوتبال اسپانیول اشاره کرد. وی همچنین در تیم‌های ملی فوتبال زیر ۲۰ سال انگلستان و زیر ۲۱ سال اسپانیا بازی کرده است.
جوزف در سانتاندر اسپانیا متولد شد و در سال ۲۰۱۷ بعد از فصلی پربار در تیم‌های پایه راسینگ سانتاندر به عضویت آکادمی باشگاه فوتبال اسپانیول درآمد.